# ريدستوكينغز

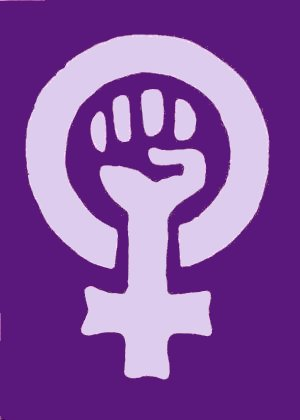

 ريدستوكينغ (Redstockings), المعروفة أيضا باسم ريدستوكينغز حركة تحرير المرأة، هي مجموعة نسوية راديكالية تأسست في يناير كانون الثاني عام 1969.
الكلمة هي تعبير جديد، والمصطلح للجمع بين المرأة المثقفة، وهو مصطلح للمرأة المفكرة، مع «الأحمر»، لارتباطه باليسار الثوري.

## التاريخ
وقد بدأت المجموعة بواسطة إلين ويليس وشولاميث فايرستون في فبراير 1969 بعد تفكك راديكالية نيويورك للمرأة.
وأنضمت عضوات أخريات في وقت مبكر شملت كاثي ساراتشيلد، باتريشيا مايناردي، باربرا ليون، ايرين بيسلاكيس, و أليكس كاتيس شولمان
أنشقت شولاميث فايرستون في وقت مبكرعن الجماعة لتشكيل راديكالية نيويورك النسوية جنبا إلى جنب مع آن كويدت.
كانت ريتا ماي براون أيضا لفترة وجيزة من الأعضاء خلال عام 1970.
وكانت هذه المجموعة تنشط بشكل رئيسي في مدينة نيويورك، حيث يقيم معظم أعضاء المجموعة، وبعدها في غينسفيل بولاية فلوريدا.
وقد بدأت مجموعة تسمى ريدستوكينغز الغربية في سان فرانسيسكو في عام 1969، ولكنها كانت مستقلة عن مجموعة الساحل الشرقي.
ذهبت ريدستوكينغز من خلال عدة مراحل من النشاط والخمول. انفصلا للمرة الأولى في عام 1970 وكانت قد تأسست رسميا في عام 1973 من قبل كاثي ساراتشيلد, كارول هانيتش, باتريشيا مايناردي، وباربرا ليون. (شاركت إلين ويليس فقط بشكل خارجي مع مجموعة إصلاحات.)
في وقت مبكر من السبعينيات، نادت ريدستوكينغز بشأن قضية حقوق الإجهاض عن طريق «الكلام العام» والزاب اكشن ومسرح الشارع. (تم الأحتذاء بهذا النمط من الاحتجاج من قبل أوائل الثمانينات-جماعة مؤيدة للإجهاض، لامزيد من البنات اللطيفات، واحدى المؤسسات المخضرمة في ريدستوكينغز، إلين ويليس).
وفي الآونة الأخيرة، تقود المجموعة مشروعا لإتاحة أوراق الراديكالية النسوية والمصدر الأصلي لتنظيم مواد البناء على مفهومهن «تاريخ الاستخدام الناشط» من خلال محفوظات عمل تحرير المرأة، وكذلك إخماد نظرية جديدة حول اضطهاد المرأة، وما يجدر القيام به حيال ذلك.
وفي عام 2001، وضعت كتابا بعنوان مواجهة أسطورة أمريكية: تحرير المرأة والرعاية الصحية الوطنية. اعتبارا من عام 2006، المجموعة نشطة وتعمل موقع على شبكة الانترنت، من خلال كاثي ساراتشيلد وهي العضو الأصلي الوحيد التي لا تزال نشطة مع المجموعة.

## الأيديولوجية
كانت المجموعة مدافعا قويا عن رفع الوعي، فكرة تقديم المرأة على تفوق الذكور كان تكيف واعيا لافتقارها إلى السلطة في ظل النظام الأبوي، وليس داخليا «غسل الدماغ» من جانب المرأة، وعقدت من قبل بعض الجماعات الراديكالية النسوية الأخرى.
ريدستوكينغز ترى ان جميع الرجال قهروا جميع النساء كفئة وأنه تقع على عاتق الرجال وحدهم التخلي عن تفوق الذكور، وليس مسؤولية المرأة في تغيير أنفسهم.
وكانت علاقة ريدستوكينغز "بسلالات أخرى من الحركة النسائية في السبعينيات معقدة. مثل الكثير من الناشطات الراديكاليات النسويات الأخريات، كانت تنتقد الجماعات النسوية الليبرالية مثل المنظمة الوطنية للمرأة، التي اعتبروها تقدم حركة نسوية فقط كنوع من الإصلاح المؤسسي في حين تتجاهل قوة الشخصية الرجالية على النساء.
وريدستوكينغز تأثرت أكثر بالماركسية من الفئات النسوية الراديكالية الأخرى. ومع ذلك، فإنها رفضت بشدة النسوية الاشتراكية (التي يشار إليها باسم «السياسية» النسوية)، وإخضاع قضية تحرير المرأة إلى الصراع الطبقي.
من ناحية أخرى، كانت ريدستوكينغز ضد الحركة النسوية الثقافية، التي أستبدلت من وجهة نظرهم بناء ثقافة انفصالية للمرأة للمشاركة السياسية. (ونظرا لريدستوكينغز "، ومعظم التيارات الأخرى من الحركة النسوية الراديكالية، وخاصة بعد عام 1975، كانت تعبيرا عن" النسوية الثقافية ".)
وكانت بروك ويليامز عضوا في المجموعة التي انتقدت هذا الاتجاه بشدة.
وعارضت ريدستوكينغز بقوة انفصال المثلية، وترى العلاقات الشخصية مع الرجال كساحة هامة للنضال النسوي، وبالتالي رؤية الانفصالية على إنها انهزامية. (مثل معظم النسويات الجذريات في ذلك الوقت، وترى ريدستوكينغز السحاق في المقام الأول باعتبارها هوية سياسية وليس جزءا أساسيا من الهوية الشخصية، وبالتالي تحليلها بشكل أساسي من الناحية السياسية.)
تعارض ريدستوكينغز أيضا المثلية الذكرية، الذي اعتبروه بعمق الرفض الكاره للنساء من النساء.
خط ريدستوكينغز "على الرجال ومثليات ومثليي الجنس غالبا ما ينتقد لانه يعتبر الخوف من المثليين.

## كتابات
وتشمل المقالات البارزة المرتبطة بالمجموعة «بيان ذا ريدستوكينغز» و «برنامج لرفع الوعي»، فضلا عن «سياسات الأعمال المنزلية» لبات مايناردي. «بيان ريدستوكينغز» و «سياسات العمل المنزلي» أدرجت في هذه المختارات 1970 بالتآخي هو القوة: مختارات من كتابات حركة تحرير المرأة، الذي حررته روبن مورغان.
نشرت مجموعة refounded مجلة الثورة النسوية. ونشرت مقتطفات كاملة تقريبا من مقالات من مجلة في عام 1979 من قبل راندوم هاوس. مختارات تغفل تقرير مثير للجدل حول تورط غلوريا ستاينم مع مجموعة من الشباب الليبرالي الذي تبين لاحقا أنه قد تم بتمويل من وكالة المخابرات المركزية. خلق هذا المنشور خلاف دائم بين أعضاء ريدستوكينغز والنسويات اللاتي كن مقربات من غلوريا.

## الملاحظات
1. ↑  Willis, "Radical Feminism and Feminist Radicalism", p. 124.
2. ↑  Rosalyn Baxandall, Irene Peslikis: Too Soon: A Loss for Feminism and Art, Veteran Feminists of America, accessed online 11 July 2007. نسخة محفوظة 26 أكتوبر 2017 على موقع واي باك مشين.
3. ↑  Biography, alixkshulman.com, accessed online 11 July 2007. نسخة محفوظة 26 أكتوبر 2017 على موقع واي باك مشين.
4. ↑  Willis, "Radical Feminism and Feminist Radicalism", p. 133.
5. 1 2  Willis, "Radical Feminism and Feminist Radicalism", p. 144.
6. ↑  Redstockings (1979).
7. ↑  Echols, 1989
8. ↑  "Sisterhood is powerful : an anthology of writings from the women's liberation movement (Book, 1970)". [WorldCat.org]. مؤرشف من الأصل في 2019-03-21. اطلع عليه بتاريخ 2015-05-08.
9. ↑  Willis, "Radical Feminism and Feminist Radicalism", p. 145, 150n.

## وصلات خارجية
- Official site
- "The Redstockings Manifesto" (1969).
- "The Personal is Political by Carol Hanisch (March, 1969).
- "Resistances to Consciousness" by Irene Peslikis (1969).
- "Women and the Myth of Consumerism", by Ellen Willis, Ramparts (1969).
- "The Politics of Housework" by Pat Mainardi (1970).
- "Consciousness-Raising: A Radical Weapon" by Kathie Sarachild (1973), from Feminist Revolution.
- "Over My Shoulder #21: Kathie Sarachild, “The Power of History,” in Feminist Revolution (1975)" (excerpt), Rad Geek People's Daily, April 30, 2006.
- "Over My Shoulder #22: from Barbara Leon, “Consequences of the Conditioning Line,” from Feminist Revolution (1975)" (excerpt), Rad Geek People's Daily, May 7, 2006.
- "An 'Oppressed Majority' Demands Its Rights" by Sara Davidson (photographs by Mary Ellen Mark), Life, 1969 – magazine article, includes interviews with and photos of Redstockings. (Archived at MaryEllenMark.com)
- Interview with Kathie Sarachild and Amy Coenen of the Redstockings by Doug Henwood, Left Business Observer, January 24, 2002.
- "Gloria in Excelsis" – includes part of Redstockings 1979 statement on Gloria Steinem.
- WomaNews (Gainesville, Florida's Feminist Newspaper written and published by radical women in Gainesville), full text searchable